# Olivier Philipponnat
Pour les articles homonymes, voir Philipponnat.
 (février 2022).
Si vous disposez d'ouvrages ou d'articles de référence ou si vous connaissez des sites web de qualité traitant du thème abordé ici, merci de compléter l'article en donnant les références utiles à sa vérifiabilité et en les liant à la section « Notes et références ».
Olivier Philipponnat, né en 1967 à Épernay dans la Marne, est un essayiste, traducteur, éditeur  et biographe français.

## Biographie
Il a écrit la biographie   d'Irène Némirovsky, et a été directeur scientifique de plusieurs de ses ouvrages. Il a été commissaire d'une exposition  consacrée à cette écrivain au Mémorial de la Shoah en 2010.[réf. nécessaire]
Il a reçu le Prix de la Biographie de l'Académie française en 2018 pour son ouvrage 
Emmanuel Berl. Cavalier seul.

## Œuvres

### Biographies
- Roger Stéphane, enquête sur l'aventurier, avec Patrick Lienhardt, (Grasset, 2004)
- La Vie d'Irène Némirovsky, avec Patrick Lienhardt (Grasset/Denoël, 2007), prix de la biographie du Point
- Emmanuel Berl : cavalier seul, avec Patrick Lienhardt (La Librairie Vuibert, 2017), prix de la biographie littéraire de l'Académie française 2018.

### Éditions critiques
- Emmanuel Berl, Quand Bergson me parlait de télépathie, Bartillat, 2023.
- Irène Némirovsky, Œuvres complètes, 2 tomes (La Pochothèque, 2011).
- Stefan Zweig, Grandes Biographies (La Pochothèque, 2013).
- Irène Némirovsky, Lettres d’une vie, Denoël, 2021.

### Essais
- Géographie des peuples fabuleux, Buchet-Chastel, 2022.

### Préfaces
- Roger Stéphane, Fin d’une jeunesse, La Table Ronde, 2004.
- Irène Némirovsky, Le Maître des âmes, Denoël, 2005 ; Folio, 2007.
- Irène Némirovsky, Chaleur du sang, Denoël, 2006 ; Folio, 2008.
- Irène Némirovsky, Les Mouches d’automne, précédé de La Niania et suivi de Naissance d’une révolution, Grasset, 2009.
- Irène Némirovsky, Les Vierges, Denoël, 2009 ; Folio, 2010.
- Irène Némirovsky, Le Malentendu, Denoël, 2010 ; Folio, 2011.
- Stefan Zweig, Paul Verlaine (inédit), Le Castor Astral, 2015 ; Le Livre de Poche, 2017.
- Pierre Drieu la Rochelle, Drôle de voyage, Le Castor Astral, 2016.
- Marcel Proust, La Lecture est une amitié, Le Castor Astral, 2017.
- Herbert George Wells, Quand le dormeur s’éveillera, Le Castor Astral, 2018.
- May Sinclair, Les Trois Sœurs, Archipoche, 2019.
- Stefan Zweig, Montaigne, Le Livre de Poche, 2019.
- Irène Némirovsky, L’Ennemie, Denoël, 2019 ; Folio, 2021.
- Irène Némirovsky, Suite française, version inédite, Denoël, 2020.
- Stefan Zweig, Marceline Desbordes-Valmore, version intégrale, Le Livre de Poche, 2020.
- Irène Némirovsky, Suite française, Archipoche, 2023.
- Marcel Proust, Jalousie, Archipoche/Le Domaine, 2025.
- Stefan Zweig, Éloge du livre, Archipoche/Le Domaine, 2025.
- Achmed Abdullah, Le Voleur de Bagdad, Archipoche/Le Domaine, 2025.
- Ferenc Molnár, À coeur perdu, Archipoche/Le Domaine, 2025.
- Emmanuel Bove, Départ dans la nuit, suivi de Non-lieu, Archipoche/Le Domaine, septembre 2025.
- Renée Hamon, Aux îles de lumière, suivi de Amants de l'aventure, Archipoche/Le Domaine, septembre 2025.
- Irène Némirovsky, Femmes de Paris, femmes de lettres, Denoël, septembre 2025.

### Dictionnaires
- Dictionnaire superflu de la musique classique, avec Pierre Brévignon  (3e édition augmentée), Le Castor astral, 2015.
- Dictionnaire des citations inutiles, Bonneton, 2023.

### Traductions
- Greg Dawson, Joue, joue sans t’arrêter, Autrement, 2010.
- Billy Cowie, L’Incluse, Autrement, 2012.
- Kressmann Taylor, Journal de l’année du désastre, Autrement, 2012 ; J’ai lu, 2014.
- Anthony Sadler, Alek Skarlatos, Spencer Stone, Le 15 h 17 pour Paris, Éditions de l’Archipel, 2018.
- Lulu Mayo, Derrière chaque grande femme se cache un chat, Bonneton, 2020.
- G. K. Chesterton, préface à Charles Dickens, Nicholas Nickleby, Archipoche, 2021.
- Sarah Baxter, Voyages autour des lieux littéraires, Bonneton, 2020.
- Sarah Baxter, Voyages autour des lieux mystérieux, Bonneton, 2021.
- Philip Parker, L'Atlas des atlas, Bonneton, 2023.
- Stuart Butler, Mary Caperton Morton, Les Plus Belles Randonnées du monde, Bonneton, 2023.
- Philip Parker, La Mesure du monde, Bonneton, 2024.
- Une histoire du monde en 500 noms, Bonneton, 2025.
- Stephen Crane, La Troisième Violette, suivi de Croquis new-yorkais, Archipoche/Le Domaine, septembre 2025.

### Supervision d'ouvrages
- Irène Némirovsky, Revue Approches, Littérature et sciences humaines, n°180, novembre 2019.

### Contributions
- "Morton Feldman, conquérant de l'infime", in Franck Médioni (dir.), Les Mots de la musique, Fayard, 2024.
- "Miracles de l'inconsutile", Revue Approches, Littérature et sciences humaines, n° 178, juin 2019.
- "Points à relier", Revue Approches, Littérature et sciences humaines, n° 181, juin 2020.
- "Comment je suis devenu pododysmolge", Livres secrets. 18 écrivains racontent, Le Castor astral, 2014.
- "Zweig biographe : l'Histoire avec une grande hache", Le Monde, hors-série Stefan Zweig l'Européen, 2017.